# Carlos Barocela
Carlos Abel Barocela (Haedo, 18 de diciembre de 1939-1 de octubre de 2023) fue un músico y poeta argentino.

## Biografía
Carlos Barocela nació el 18 de diciembre de 1939 en Haedo, localidad de la provincia de Buenos Aires. Cursó sus estudios secundarios en el Colegio Nacional de Morón. Más tarde ingresó a la Universidad de Buenos Aires, donde estudió la carrera de Literatura y luego la de Agronomía.
En 1949, durante unas vacaciones junto a su familia conoció la localidad balnearia de Villa Gesell, que resultó su inspiración para componer poemas y canciones que dieron origen al disco Baladas de la Villa, con cuatro temas que representaban a cada estación del año: Villa dormida, Otoño, Lluvia y Muchacha del mar. Su producción discográfica llegó a sumar ocho discos. Tu nombre en la arena fue el tema más destacado de su carrera tanto a nivel nacional como internacional. Llevó a cabo distintas presentaciones en Villa Gesell, algunas de ellas acompañado por el también poeta y cantautor Ignacio Anzoátegui, junto a quien compuso varias canciones y editó algunos discos.
Pertenece también a su autoría la Canción para Haedo, estrenada en la Iglesia Sagrada Familia en compañía del coro del Centro Cultural de Haedo y músicos de la Orquesta Sinfónica de Morón. Al cumplirse los 25 años del Centro Cultural de Haedo, fue convocado para componer el Himno del Colegio junto al compositor y director de coro Marcelo Valva.
Fue autor además del libro de poesías Estaciones de un Paisaje. Posteriormente fue editada otra colección de poemas titulada El tiempo fiel, de Ediciones Botella al Mar. Durante más de 50 años se dedicó a enseñar música, especialmente guitarra.
Barocela aparece como personaje en la novela haedense Políptico de Haedo (Autores de Argentina, 2023; declarada de interés deliberativo y municipal por el Honorable Concejo Deliberante de Morón) escrita por Javier Soverna, quien fuera su alumno.
Carlos Barocela falleció el 1 de octubre de 2023, a los 83 años.

## Discografía
- Carlos Barocela (LP, CBS, 1968)
- Amigo (LP, CBS, 1969)
- El Poeta (LP, CBS, 1971)
- Con A de Anzoátegui, con B de Barocela (LP, Fermata, 1975)
- Viajero Inmóvil (LP, Polydor, 1981)
- Alma de Papel (LP, Polydor, 1982)
- Línea Joven (LP Compilación, CBS, 1982)
- Tu Nombre en la Arena (Cassette, CBS, 1989)
- Recuérdame (CD, Epsa, 1996)